# アフマド・ラーホーリー

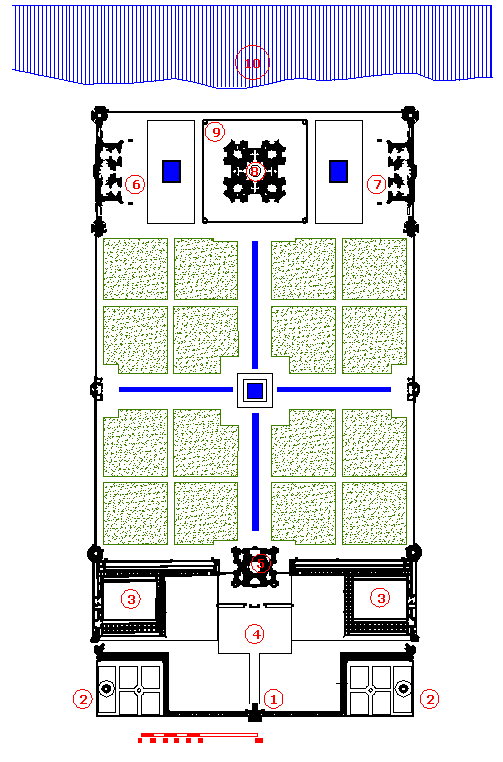
タージ・マハル霊廟複合の主要部の平面プラン

タージ・マハル廟の基礎

アフマド・ラーホーリー（ウルドゥー語: استاد احمد لاهوری, ラテン文字転写: Ustād Aḥmad Lahawrī）は、アーグラのタージ・マハル廟の建設を監督した建築家であることが有力視される人物。

## 生涯
アフマド・ラーホーリー、より詳しくはアハマド・ミーマール，アル＝ラーハウリー（احمد معمار اللاهوري: ラーホール出身の建築家アフマド）あるいはウスタード・アハマド，アル＝ラーハウリー（استاد احمد لاهوری: ラーホールのアフマド師）は、詩人で技術者のルトフッラー・ムハンディス（لطف الله مهندس بن احمد معمار）の父親である。なお、ルトフッラーの息子で、同じく詩人で Muntakhab khulāṣat al-ḥisāb という著作があるイマームッディーン・ラーホーリーは孫にあたる。
ルトフッラー・ムハンディスによると、アフマド・ラーホーリーは、ラーホールで1580年に生まれ、1649年に亡くなった。バダフシャーンからヒンドゥースターンに移住してきた家系の生まれである。1630年代に始まったタージ・マハル廟や、シャージャハーナーバード（デリー）のラール・キルア（赤い城）の建築にたずさわった。

## タージ・マハル廟を設計した建築家

バダフシャーン地方の位置

ムガル帝国のシャー・ジャハーンが亡后のために建てたタージ・マハル廟の設計者について、シャー・ジャハーン時代の出来事を伝える同時代資料は、何も書いていない。そのため設計者については諸説あり、たとえば、ミール・アブドゥルカリームとする説もある。
シャー・ジャハーン時代の同時代資料は、ムハンマドアミーン・カズウィーニーとアブドゥルハーミド・ラーホーリー、それぞれの年代記が知られている。アブドゥルハーミド・ラーホーリーは、シャー・ジャハーンがみずから建設事業にのめりこんでいたことを強調する。アブドゥルハーミド・ラーホーリーによると、シャー・ジャハーンは豪華な建築物を新しく建てることに対して、他のムガル帝国のシャーたち以上に興味を示し、毎日のように建築家や設計者と話し合いをした。そして「熟練建築家がよく考えたうえで設計の変更を申し出れば、シャーはそれを高く評価し、的確な質問を返した」と記す。
ウスタード・アフマド・ラーホーリーは、そうしたシャー・ジャハーンの宮廷お抱えの建築家のひとりであった。マーンドゥーにある碑文によるとアフマド・ラーホーリーはデリーの赤い城の設計者のひとりである。また、後世の詩人のルトフッラー・ムハンディスの作品中の言及によれば、アフマドはタージ・マハル廟の建設工程を監督したという（前述のとおり、ルトフッラーはアフマドの息子）。21世紀現在では、アフマド・ラーホーリーが「おそらく、タージ・マハル廟の設計者であろう」とされている（例えば、ユネスコや『ブリタニカ国際大百科事典』）。